# Sichem
Sichem, auch Sechem, Schakmi oder Shechem (hebräisch שְׁכֶם šəḵæm bzw. שְׁכָם šəḵām šəkhæm, Tell Balāṭa) war eine antike Stadt in Samarien, deren Überreste mitten in der modernen Stadt Nablus ausgegraben wurden.

## Name und Topographie
Der Name Sichem, hebräisch שְׁכֶם šəḵæm, wird von der kanaanäischen Wurzel ŠKM „Nacken“, „Schulter“, „Rücken“ abgeleitet. Dieser Name bezieht sich auf die geographische Begebenheit des Ortes: Er befindet sich auf der Verbindungsstraße vom Mittelmeer zum Jordantal in prominenter Lage zwischen den Bergen Garizim im Süden und Ebal im Norden.
Ägyptische Quellen nennen den Ort Skm(j)m(j) und Skm, akkadische Briefe belegen die Bezeichnung Šakmu. Ein in Sichem gefundenes Stelenfragment in kanaanäischer Alphabetschrift schreibt ebenfalls Škm. Die Septuaginta schreibt Συχεμ Sychem und Σικιμα Sikima.

## Geschichte

### Anfänge
Bereits im frühen 4. Jahrtausend v. Chr. war der Standort von Sichem besiedelt. In der Mittel- und Spätbronzezeit (etwa 2000–1200 v. Chr.) war Sichem eine bedeutende kanaanäische Stadt, die um 1900 v. Chr. mit ihrem König Ibisch-Hadad in einem ägyptischen Ächtungstext erwähnt wurde. Im 16./15. Jahrhundert v. Chr. wurde es  zerstört, dann aber wiederaufgebaut. In den Amarna-Briefen erscheint Sichem mehrfach als Schakmi (z. B. EA 289).
Herrscher war zu diesem Zeitpunkt ein gewisser Lab’aia, der gegen den ägyptischen König rebellierte und schließlich von den Männern von Gila ermordet wurde. Sichem scheint zu dieser Zeit auch die Vorherrschaft über Ginti-kirmil innegehabt zu haben, wie ein 1993 in Bet Sche’an entdeckter Tonzylinder belegt.
Im bronzezeitlichen Sichem standen mehrere Tempel sowie ein großer Palast, Mitte des 12. Jahrhunderts v. Chr. wurde Sichem jedoch zerstört und blieb etwa 100 Jahre lang verlassen. Diese Zerstörung könnte mit dem in der Bibel erwähnten Krieg zwischen Abimelech und der Stadt Sichem zusammenhängen (Ri 9 ).

### Abraham
Das Alte Testament der Bibel erwähnt die Ortschaft erstmals als vorläufigen Zielpunkt des Durchzugs von Abraham durch das Land Kanaan. Dort soll eine Eiche namens „More“ gestanden haben (Gen 12,6 ). An dieser Stelle sei JHWH, der Gott Israels, Abraham erschienen und habe seinen Nachkommen den Landbesitz Kanaans zugesagt. Daraufhin habe er dort Gott einen Altar gebaut. In Bet-El nordöstlich davon baute er einen weiteren Altar (Gen 12,6–8 ).

### Jakob
Nach (1. Mose 33,18-20 ) kaufte Jakob nach seiner Versöhnung mit Esau ein Grundstück von Hamor vor den Toren von Sichem und baute dort einen Altar. Später wurde hier sein Sohn Josef begraben. Das Josefsgrab ist heute eine Gedenkstätte am Stadtrand von Nablus.

Das Neue Testament der Bibel, (Apostelgeschichte 7,16 ), verortet das Grab der Patriarchen, fälschlicherweise nach Sichem. 

„16 Man brachte sie nach Sichem und bestattete sie in dem Grab, das Abraham von den Söhnen Hamors in Sichem für Silbergeld gekauft hatte.“

 Dieser neutestamentliche Glaube wurde durch den Theologen und Kirchenvater Hieronymus im 4. Jahrhundert bestätigt. Die Höhle Machpela, auch Höhle der Patriarchen oder Grab der Patriarchen, liegt in Hebron. Gemäß der Tora (Gen 23,19 ) kaufte Abraham das Feld mit der Höhle Machpela als Familiengrabstätte für 400 Silberschekel. Ein Hethiter namens Efron war der Verkäufer. Auch Josephus erwähnt den Kauf. Es gibt mehrere Lösungsansätze für diesen scheinbaren Widerspruch. So kann um der Kürze der Rede des Stephanus willen der Bau des Altars durch Abraham und der Kauf des Grundstückes und der Bau oder Wiederaufbau eines (zweiten) Altars durch Jakob auf Abraham zusammengefasst worden sein.
Seine Söhne Levi und Simeon aber überfielen und ermordeten die Bewohner der Stadt, nachdem der gleichnamige Kanaanäerkönig Sichem, ein Nachfahre von Ham und dessen Sohn Kanaan, sich in die Schwester von Levi und Simeon Dina verliebt und sie vergewaltigt hatte. Um ihren semitischen Brüdern, die davon erfuhren, seine ehrbaren Absichten zu beteuern, schlug er eine Hochzeit vor. Den Brüdern reichte das nicht aus. Sie forderten, dass sich alle männlichen Kanaanäer beschneiden lassen sollen. Am dritten Tag nach der Beschneidung, als die Männer des Landes noch Schmerzen hatten, fielen die Söhne Jakobs über die die kanaanitischen Einwohner Sichems her, töteten alle männlichen Personen, plünderten die Häuser der Stadt und nahmen Frauen und Kinder gefangen (Gen 34,1–31 ).
Um die Folgen dieses Verbrechens abzuwenden, zieht Jakob auf Geheiß Gottes mit seiner gesamten Hausgemeinschaft erneut nach Bet-El (ehemals Lus). Jakob (Israel) verlangt die Herausgabe aller Götzenfiguren und entsprechender Schmuckgegenstände, die er unter einem großen Baum bei Sichem vergräbt.
In Bet-El baut er einen Altar und nennt den Ort El Bet-El (bedeutet „Gott von Bet-El“) (Gen 35,1–7 ).

### Josua
Nach der erfolgreichen Besiedelung und Eroberung von ganz Kanaan (13. Jahrhundert v. Chr.) versammelte Josua, der Nachfolger des Mose, schließlich alle zwölf Stämme Israels in Sichem, um sie dort auf den gemeinsamen Glauben an den einen Gott zu verpflichten, der ihre Väter berufen und aus Ägypten befreit hatte (Jos 24 ). Diese Geschichte vom „Landtag zu Sichem“ gilt in der AT-Forschung als Dokument der frühen Einigung der Hebräer auf einen gemeinsamen JHWH-Kult unter Führung des Josefstammes. Denn wahrscheinlich war nur ein kleiner Teil dieser Stämme zuvor in Ägypten und brachte den Glauben an JHWH aus der Wüste mit, während die meisten auf anderen Wegen in das Kulturland einsickerten oder es eroberten. Sichem kann neben Bet-El somit als eines der frühesten JHWH-Heiligtümer gelten, an dem die Proklamation des gemeinsamen Glaubens, die Erinnerung an Gottes Führung, das Ablegen fremder Götter und das Treuegelübde zum einen Gott Israels regelmäßig geübt wurde.

### Im Nordreich Israel
Nach der Wiederbesiedlung Sichems im 11./10. Jahrhundert v. Chr. spielte die Stadt schon bald wieder eine bedeutende Rolle, als sich nach biblischer Darstellung die nördlichen Stämme der Israeliten nach Salomos Tod in Sichem gegen den judäischen König Rehabeam erhoben. Der neue israelitische König Jerobeam I. machte hernach Sichem zur Hauptstadt seines Reiches, die nach einigen Jahrzehnten zuerst von Tirza und schließlich von Samaria abgelöst wurde. In der Folgezeit verlor Sichem an Bedeutung, und es wurde 724 v. Chr. von den Assyrern zerstört. 107 v. Chr. wurde der Ort von Johannes Hyrkanus I. erobert und danach verlassen.
Der römischen Kaiser Vespasian gründete im Jahre 72 n. Chr. in der Nähe von Sichem die Stadt Flavia Neapolis, aus der das heutige Nablus hervorging.
Von Bedeutung ist Sichem bzw. Nablus in der Tradition der Samaritaner, die am nahegelegenen Berg Garizim den kultischen Mittelpunkt des israelitischen Volkes sehen und sich selbst als legitime Nachfolger des biblischen Israel.

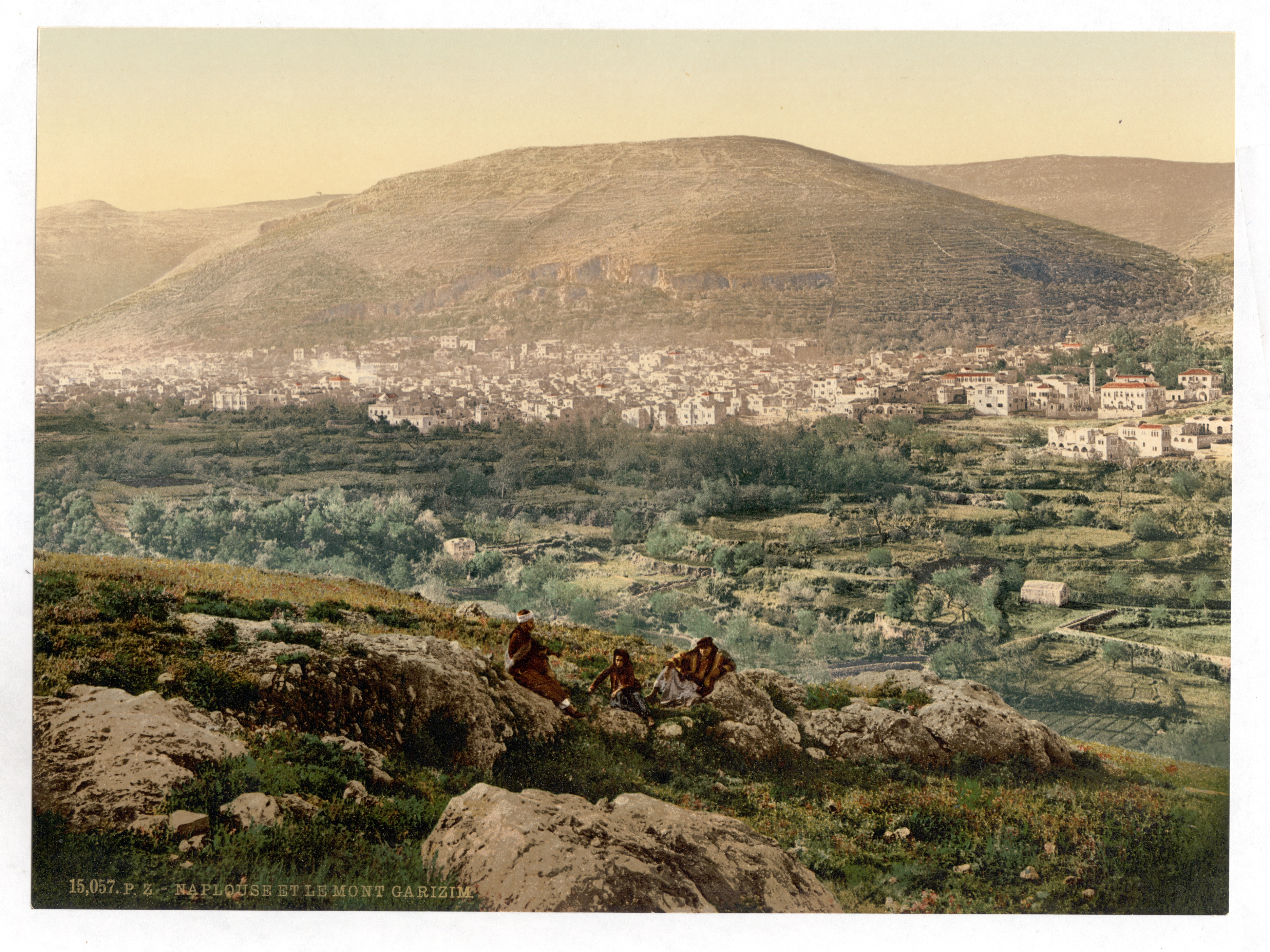
Nablus in der Nähe von Sichem und der Berg Gerizim

## Herrscher
- Ibisch-Hadad, um 1900 v. Chr.
- Lab'aia, ca. 16.–15. Jahrhundert v. Chr.
- Mutbaal, dessen Sohn